# Le grazie vendicate
Le grazie vendicate (deutsch: Die gerächten Grazien) ist ein Libretto zu einem componimento drammatico in einem Akt von Pietro Metastasio. Erstmals aufgeführt wurde das Werk in der Vertonung von Antonio Caldara am 28. August 1735 zur Feier des Geburtstags der Kaiserin Elisabeth in den Privatgemächern der kaiserlichen Residenz der Favorita in Wien. Die Ausführenden waren die jugendlichen Erzherzoginnen Maria Theresia und Maria Anna sowie ihre Erzieherin Karoline Gräfin Fuchs.

## Handlung

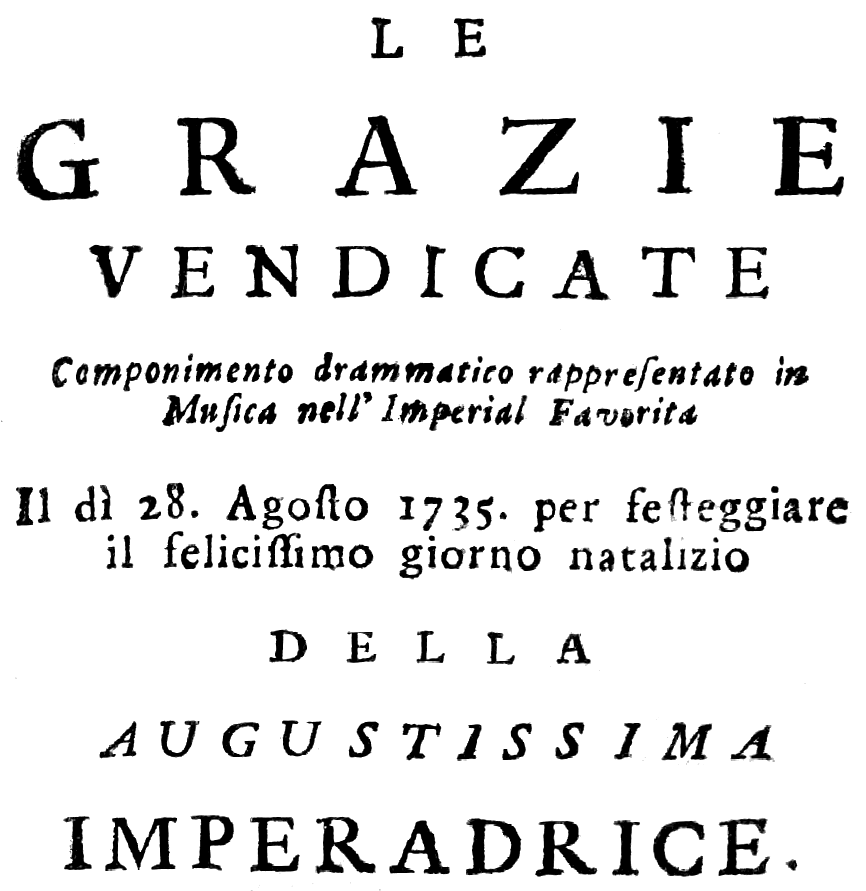
Titelblatt des Librettos, Musik von Antonio Caldara, Wien 1735

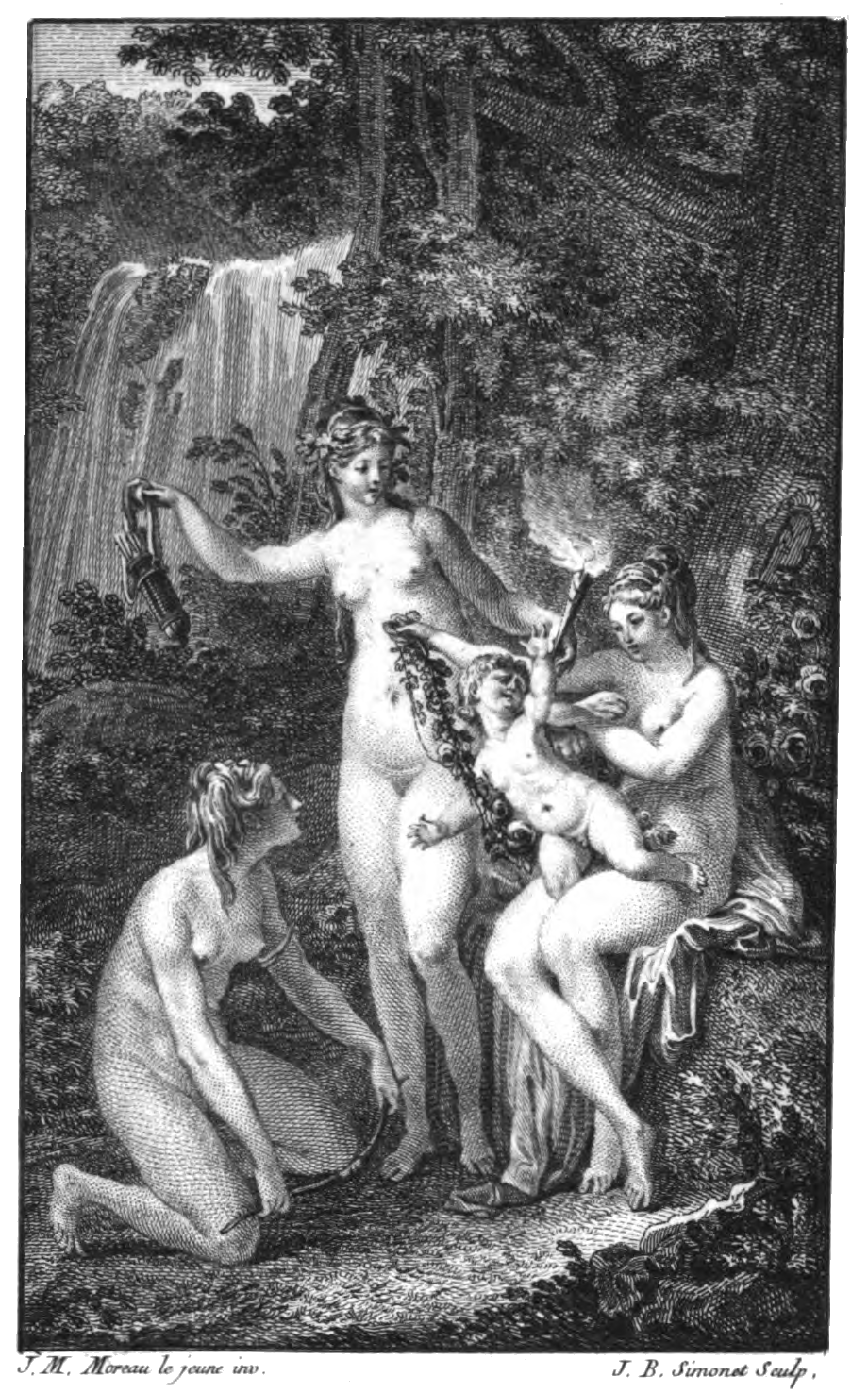
Jean Baptiste Simone nach Jean Michel Moreau Le Jeune: Illustration zu „Les Grâces vengées“

Die folgende Inhaltsangabe basiert auf der Übersetzung von Wilhelm Heinse.
Ein liebliches Lorbeer-Wäldchen, durchflossen von Gewässern der Quelle Akidalía in Böotien.
Die drei Grazien Eufrosine, Aglaja und Talía sollen wie üblich am frühen Morgen die Liebesgöttin Venus schmücken. Eufrosine ist ungehalten darüber und schlägt vor, Venus diesmal alleine aufbrechen zu lassen. Aglaja und Talía sind zunächst zurückhaltend und wollen den gewohnten Lauf der Dinge nicht stören. Eufrosine ist aber auch die Spöttereien von Venus’ Sohn Amor leid. Sie möchte sich an den beiden rächen. Auf Aglajas Nachfrage, welches Verbrechen Amors denn ihren Zorn geweckt habe, antwortet Eufrosine, Amor sei gestern von einem Sturm überrascht worden und habe sich nach Zypern in das Schloss geflüchtet, in dem sie sich mit Venus aufgehalten habe. Weil er vor Nässe triefte, habe sie ihn abgetrocknet, gewärmt und getröstet. Zum Lohn habe er jedoch einen Pfeil auf ihr Herz abgeschossen, dem sie gerade noch ausweichen konnte. Anstatt ihn zu bestrafen, habe Venus ihn sogar gelobt. Aglaja ist empört und erzählt ihr eigenes Erlebnis. Sie habe sich einmal im Wald zur Ruhe gelegt, als Amor sich anschlich, ihre Hände und Füße mit Rosen fesselte und sie an einen Lorbeerbaum band. Als sie erwachte und sich nicht befreien konnte, habe er sie verhöhnt. Erst nach längerer Zeit sei sie von Hebe befreit worden. Sie könne Amor aber nicht lange zürnen, da er ja nur ein verwöhntes Kind sei. Nun erzählt Talía einen der vielen Streiche, die ihr Amor spielte. Sie war am Strand angeln, während Amor in der Nähe spielte. Er rief sie unter dem Vorwand, von einer Biene gestochen worden zu sein, zu sich. Um seine Schmerzen zu lindern, sammelte sie Diptam-Blätter, die Amor aber mit seinen Pfeilen präpariert hatte, so dass sie sich in die Finger stach. Anschließend lachte er sie aus. Als sie ihm nachlief, um ihn zu strafen, verfing sie sich in einem Fallstrick, den er zwischen den Blumen versteckt hatte. Talía sehnt sich ebenfalls nach Rache, weiß aber nicht, was sie tun könnten, da auch die Götter und Menschen seine Streiche erdulden müssen. Eufrosine meint, das Ziel ihrer Rache solle nicht Amor selbst sein, sondern seine Mutter, die an seinen Fehlern schuld sei und sie ebenfalls beleidigt habe. Die eigentliche Aufgabe der Grazien sei es, den Menschen Harmonie, Frieden und Freundschaft zu bringen – aber Venus zwinge sie, ihr und ihrem Sohn zu dienen, während die Menschen auf der Erde von Furien gepeinigt werden. Um sie zu strafen, schlägt Eufrosine vor, statt Venus zu schmücken, eine neue Schönheit zu erschaffen, die zugleich majestätisch, bescheiden und tugendhaft sei. Die ideale Person dafür sei Elisa (die Kaiserin Elisabeth, deren Geburtstag gefeiert wird). Die drei Grazien freuen sich darauf, Venus auf diese Weise zu beschämen und erheben Elisa zur neuen Liebesgöttin. Zum Abschluss besingt der Chor den neuen Tag und die Freuden, die er für die Zukunft verspricht.

## Geschichte
Metastasio schrieb Le grazie vendicate wenige Monate nach Le cinesi im Jahr 1735. Wie dieses sollte es von den jungen Erzherzoginnen Maria Theresia und Maria Anna und einer Hofdame in den Privatgemächern der kaiserlichen Residenz der Favorita aufgeführt werden. Der Anlass war der Geburtstag der Kaiserin Elisabeth am 28. August. Wie in Le cinesi gibt es keine echte dramatische Handlung, sondern ein Gespräch zwischen wenigen Charakteren, die hier jedoch nicht auf der Komödie, sondern auf dem hellenistischen Zeitgeschmack der ersten Hälfte des 18. Jahrhunderts basieren. Der Ausgangspunkt des Stücks entspricht demjenigen von L’asilo d’Amore: Amor wird einiger Verbrechen bezichtigt, für die er bestraft werden soll. Die Begegnung von Eufrosine und Amor bietet die Gelegenheit zu zwei typischen Rokoko-Szenen, die an Bilder des Malers Giovanni Battista Tiepolo erinnern: Die Beschreibung des nassen Amor und seine Aufwärmung durch Eufrosine. In den folgenden Erzählungen von Aglaja und Talía wechselt die Szene jeweils. Eufrosines Geschichte spielte im Palast der Venus, Aglajas im Wald, und Talías am Meer. Indem Eufrosine auf die Probleme bei den Menschen hinweist, die durch Venus’ Aufträge entstanden sind, schafft Metastasio einen Hinweis auf die aktuelle politische Situation Österreichs während des Polnischen Erbfolgekriegs von 1733 bis 1738. Der Übergang zur Huldigung Elisabeths erfolgt direkt im Verlauf der Handlung. Durch die Rache der Grazien kann die Welt zu ihrem harmonischen Grundzustand zurückkehren.
Eine französische Übersetzung des Librettos unter dem Namen Les Grâces vengées wurde 1769 in einer französischen Anthologie zum Thema Grazien veröffentlicht.
Eine deutsche Übersetzung von Wilhelm Heinse erschien 1805 posthum in seinem Werk Musikalische Dialogen. Der darin enthaltene zweite Dialog zwischen einer Prinzessin und Metastasio behandelt das Libretto.
Die Malerin Angelika Kauffmann schuf Ende der 1770er Jahre einen Zyklus von sechs Tondi über Amor und die Grazien. Das erste dieser Rundbilder mit dem Namen Aglaia, von Amor an den Baum gefesselt greift ein Motiv aus dem Libretto Metastasios auf. Sie ergänzte es allerdings um die beiden anderen Grazien, die im Text an dieser Stelle nicht vorkommen.

## Vertonungen
Folgende Komponisten vertonten dieses Libretto:
| Komponist                    | Uraufführung                                                           | Aufführungsort | Anmerkungen                                                                       |
| ---------------------------- | ---------------------------------------------------------------------- | -------------- | --------------------------------------------------------------------------------- |
| Antonio Caldara              | 28. August 1735, Privatgemächer der kaiserlichen Residenz der Favorita | Wien           | „componimento drammatico“                                                         |
| Giovanni Battista Ferrandini | 1753, Salvatortheater                                                  | München        |                                                                                   |
| Georg Reutter                | 1758                                                                   | Wien           |                                                                                   |
| Luciano Xavier Santos        | 1762                                                                   |                | „azione teatrale“                                                                 |
| Anton, König von Sachsen     | 1784                                                                   |                | zum Geburtstag der Königin Maria Amalia Augusta von Sachsen am 26. September 1784 |

## Digitalisate
1. 1 2  Wilhelm Heinse: Musikalische Dialogen. Heinrich Gräff, Leipzig 1805, S. 145 ff. Digitalisat bei Google Books.
2. ↑  Pietro Metastasio: Poesie e cantate profane di Pietro Metastasio. Digitalisat des Librettos (italienisch) bei Google Books.
3. ↑  Les Graces. Laurent Prault, Paris 1769, S. 99 f. Digitalisat im Internet Archive.
4. ↑  Libretto (italienisch)  der Oper von Antonio Caldara, Wien 1735. Digitalisat im Corago-Informationssystem der Universität Bologna.